# Emigdio de Moya
Emigdio de Moya Juan (Ossa de Montiel, 28 de febrero de 1938)  fue un político español del Partido Popular, presidente de la Diputación Provincial de Albacete entre 1995 y 1999.

## Biografía
Nacido en Ossa de Montiel en 1938, ingresó en el Cuerpo de Maestros Nacionales en 1960. Se diplomó en Técnicas Directivas por el Instituto de Ciencias de la Educación de la Universidad de Navarra y en Matemáticas y Ciencias por el ICE de la Universidad de Murcia. En 1983 puso en marcha el sindicato profesional ANPE (Asociación Nacional de Profesorado Estatal) en Albacete.
En 1983 fue elegido concejal del Ayuntamiento de Albacete por Alianza Popular, cargo que ocupó hasta 1987. De 1991 a 1995 fue elegido de nuevo concejal del Ayuntamiento de Albacete por el Partido Popular y diputado provincial. El 19 de julio de 1995 tomó posesión como presidente de la Diputación Provincial de Albacete, ejerciendo el cargo hasta 1999. En 2000 abandonó la actividad política.
Emigdio de Moya se definió siempre como católico. Murió el 29 de mayo de 2024 rodeado de sus seres queridos.